# Carasco
Carasco est une commune italienne de la ville métropolitaine de Gênes, dans la région Ligurie.

## Territoire
Le territoire de Carasco est situé dans la partie basse de la vallée de Fontanabuona, dans l'arrière-pays immédiat de Chiavari, bien que son territoire municipal soit situé au confluent de deux autres vallées : la vallée de Sturla et la vallée de Graveglia.
Le territoire communal comprend, au-delà au chef-lieu, les fractions de Graveglia, Paggi, Rivarola, San Pietro di Sturla et Santa Maria di Sturla pour un total de 8,46 km2. Le territoire de Carasco confine au nord avec le village de Mezzanego, au sud avec Cogorno et Chiavari, à ouest avec San Colombano Certenoli et Leivi et à l'est avec Ne.
Carasco est traversé par trois cours d'eau principaux : le Lavagna, le Sturla et le Graveglia;  leur confluence donne naissance à l’Entella dont l'embouchure est située entre les villes côtières de Lavagna et Chiavari.

## Histoire
Le toponyme de la commune dérive de la crase de Car, (tête) et Asco (cours d'eau), en raison de la position géographique du territoire sur lequel elle s'est développée.
Les premières mentions du territoire de Carasco remontent au Moyen Âge, lorsque le village d'origine était un important port de commerce pour les marchandises destinées à la Lombardie et à la vallée du Pô.
Dès l'époque lombarde, elle fut possession de l'abbaye de Saint Colomban de Bobbio, qui y fonda le monastère de Comorga (l'église de Sant'Eufemiano) dans la fraction de Graveglia. Autour du IXe siècle, il fut administré comme prieuré colombanien par le monastère de San Giovanni de Pavie.
Au XIe siècle, elle devint un fief de la famille Ravaschieri, branche des Fieschi, comtes de Lavagna. Au XIIIe siècle, elle passe à la république de Gênes qui, en 1132 avec la construction d'un château à Rivarola, la soumet à la capitainerie de Chiavari. Les inondations ultérieures causées par la Sturla et la Lavagna ont largement effacé les traces des moments historiques les plus importants du village avec, entre autres, la destruction de l'église paroissiale originale de San Marziano au XVIIe siècle.
Sous la domination française de Napoléon Bonaparte, le village fait partie, à partir du 2 décembre 1797, du département de l'Entella, avec pour chef-lieu Chiavari, au sein de la République ligure. Depuis le 28 avril 1798, la commune de Carasco réintègre le IIIe canton, en tant que chef-lieu, de la juridiction d'Entella et, à partir de 1803, le centre principal du Ier canton d'Entella dans la juridiction d'Entella. Annexée au Premier Empire français, du 13 juin 1805 à 1814,  elle est incluse dans le département des Apennins.
En 1815, conformément aux décisions du Congrès de Vienne de 1814, elle est incorporée au royaume de Sardaigne qui devint royaume d'Italie en 1861. De 1859 à 1926, son territoire a été inclus dans le deuxième arrondissement de la circonscription de Chiavari, partie de la province de Gênes.
De 1973 au 31 décembre 2008, elle a fait partie de la communauté de montagne de Fontanabuona.

### Hameaux
San Pietro, Santa Maria, Rivarola, Graveglia, Paggi

### Communes limitrophes
Chiavari, Cogorno, Leivi, Mezzanego, Ne, San Colombano Certénoli.

## Source
- (it) Cet article est partiellement ou en totalité issu de l’article de Wikipédia en italien intitulé « Carasco » (voir la liste des auteurs).